# Gare d’Aix-en-Provence TGV
Gare d’Aix-en-Provence TGV egy nagysebességű vasútállomás Franciaországban, Cabriès településen, Dél-Franciaországban. Az állomást 2001-ben nyitották meg, és az LGV Méditerranée vonalon található. A vonatokat az SNCF üzemelteti. A pályaudvartól 15 km-re északkeletre található Aix-en-Provence városa, az állomástól 20 km-re délre található Vitrolles, Marseille északi része. A közelben található még a Marseille Provence-i repülőtér is.

## Vasútvonalak
Az állomást az alábbi vasútvonalak érintik:
- LGV Méditerranée

## Vasúti közlekedés
Aix-en-Provence-ból TGV vonatjáratok indulnak a következő francia nagyvárosokba: Párizs, Lyon, Cannes, Nizza, Dijon, Strasbourg, Montpellier, Nantes, Rennes és Lille.
Nemzetközi járatok közlekednek Belgiumba: Antwerpen (nyáron); Németország: Frankfurt; Svájc: Genf; Hollandia: Amszterdam, Rotterdam (nyáron); és Spanyolország: Barcelona.
- Nagysebességű járat (TGV) Párizs - Lyon - Avignon - Aix-en-Provence - Marseille
- Nagysebességű járat (TGV) Párizs - Aix-en-Provence - Cannes - Nizza
- Nagysebességű járat (TGV Ouigo) Marne-la-Vallée - Lyon Saint-Exupéry - Aix-en-Provence - Marseille
- Nagysebességű járat (TGV) Lille - Aeroport CDG - Lyon - Aix-en-Provence - Marseille
- Nagysebességű járat (TGV) Brüsszels - Lille - Aeroport CDG - Lyon - Aix-en-Provence - Marseille
- Nagysebességű járat (TGV/ICE) Frankfurt - Strasbourg - Mulhouse - Belfort - Lyon - Avignon - Aix-en-Provence - Marseille
- Nagysebességű járat (TGV) Strasbourg - Lyon - Aix-en-Provence - Marseille
- Nagysebességű járat (TGV) Nantes - Angers - Tours - Lyon - Avignon - Aix-en-Provence - Marseille
- Nagysebességű járat (TGV) Rennes - Le Mans - Lyon - Avignon - Aix-en-Provence - Marseille
- Nagysebességű járat (TGV) Genf - Lyon - Aix-en-Provence - Marseille
- Nagysebességű járat (Thalys) Amszterdam - Rotterdam - Antwerpen - Brüsszel - Avignon - Aix-en-Provence - Marseille (nyáron szombaton)

A Marseille felé tartó vonatok a 3. peronról indulnak, az összes többi célállomásra tartó vonatok a 4. peronról.
A Londonból, az Egyesült Királyságból érkező, csak szombatonként közlekedő nyári járat 2013-ban rövid időre meg is szűnt az állomáson.

## Kapcsolódó állomások
A vasútállomáshoz az alábbi állomások vannak a legközelebb:
- Gare d’Avignon TGV
- Gare de Marseille-Saint-Charles